# وادي الفوارات
وادي الفوارات هو وادي في المغرب، يعتبر أحد روافد وادي سبو. ينبع من غابة المعمورة، في العرجات، بين سلا وسيدي علال البحراوي، عند سفح الهضبة التي يقطعها طريق الرباط - سلا - مكناس.

## تاريخ
في عام 1910، بالقرب من التقاء وادي الفوارت بوادي سبو، كان يوجد جسر صغير سمح للطريق الإمبراطوري الرباط-فاس-طنجة (طريق السلطان) بعبور وادي الفوارت.

## وصف
يتدفق وادي الفورات بين حبلين رباعيين مهمين للكثبان الرملية موجهين، يتفرع مساره بزوايا قائمة، عند مصب المعمورة، باتجاه الغرب، ويصل إلى منطقة القنيطرة. يعبر هناك منطقة من البستنة السوقية ويمتد على طول، إلى الجنوب الغربي، مرجات سي علي بوشتا (سميت على اسم القبة المجاورة أو بحيرة الفوارات) التي تفصلها عن المدينة (وفقًا لمركز التبادل على التنوع البيولوجي في المغرب).
وفقًا للمركز، يتدفق هذا النهر بالكامل عبر غابة المعمورة. يعتبر أحد الأنهار النادرة في سهل الأطلسي الذي لا يزال جزئيًا في الماء. الجزء العلوي من مساره جاف وبدون نباتات، تم مسح المسار إلى حد ما. إذا لم يكن لهذا النهر تدفق كبير على السطح ويعتمد على هطول الأمطار، في منطقة واد مبارك (أحد روافد الضفة اليمنى في مجراه الأوسط)، فإن مجموعة من الينابيع الصغيرة تغذيها، بعضها جفّ ولكن تستغلها الآبار. في مساره تحت الأرض في اتجاه مجرى النهر، وصولاً إلى منطقة القنيطرة، يغذي المستنقعات بالنباتات المورقة.

## موارد مياه الشرب
تم استغلال طبقة المياه العذبة الجوفية الكبيرة التي تم التعرف عليها تحت المعمورة من خلال الآبار الكبيرة التي يعود تاريخها إلى عام 1934 (امتدادات في 1987 و 1991، بالقرب من القنيطرة، بئر الفوارات). هذا المكان هو منطقة إمدادات مياه الشرب المهمة التي تزود القنيطرة، عبر خط أنابيب طويل، الرباط والدار البيضاء بآبار أخرى في طبقة المياه الجوفية المعمورة.

## الجانب البيولوجي
هي منطقة محمية.

### المناخ
المناخ رطب مع شتاء دافئ.

### النباتات
النباتات هي المتواجدة في غابة المعمورة، حيث يتدفق النهر بين المنحدرات المنخفضة. وفقًا لمركز التبادل على التنوع البيولوجي، فهي عبارة عن مرج محفوظ جيدًا إلى حد ما.

### الحياة البرية
الحيوانات الموجودة في جزء من المرجات غنية جدًا بلافقاريات المياه الراكدة. هناك أعشاش البط البري، والقطط، والمورهن، والعديد من العصافير. يزور المرجات طيور اللقلق البيضاء التي تعشش في المنطقة، وحتى في المدينة (في القنيطرة).

## اكتشافات الحفريات
وفقًا لكميل أرامبورغ (1969، ص 10)، فإن الآبار الموجودة في رمال فيلافرانشيان التي تم إجراؤها لتزويد مياه الشرب، في منسوب مياه المعمورة، جعلت من الممكن تحديد العديد من الحفريات للحيوانات المنقرضة (الموصوفة في عام 1948 من قبل شوبيغ (Choubert) وإينوشي (Ennouchi) ومارسيه (Marçais)، اقتبس من قبل سي أرامبورغ، 1969، ص 10). وهي في الأساس أحفورية خرطوميات (فيلة) تنتمي إلى جنس (Ananchus) ونوع (Elephas africanus). هذه الحفريات جزء من مجموعات جامعة الرباط.

## الدفاع عن البيئة
تتأثر المنطقة الواقعة عند مصب وادي القنيطرة بثلاث مشاكل يحتمل أن تؤثر على البيئة، وخاصة مصدر إمدادات مياه الشرب.

### تأثير الطريق السريع A1
يمر الطريق السريع A1 بالقنيطرة من الشرق ويمر فوق المرجات ووادي الفوارت. تم إجراء تقييم للأثر البيئي من أجل تحديد التأثير المحتمل للعمل على مورد المياه ومنع أي تهديد لمورد مياة الشرب.

### تأثير الخط عالي السرعة
يتخطى الخط عالي السرعة (LGV) القنيطرة شرقًا ويمر فوق المرجات ووادي الفوارات. تم إجراء تقييم للأثر البيئي من أجل تحديد التأثير المحتمل للعمل على مورد المياه ومنع أي تهديد لمورد مياة الشرب.

### تلوث المياه السطحية
وفقًا لمقال كتبه يوسف الغميري وإدريس البلغيتي (ص 53، 2006)، يتم تصريف مياه الصرف الصحي الخام في بحيرة الفوارات، القادمة من المناطق الحضرية. تضاف إلى هذه المياه العادمة "تصريفات من صناعة النسيج. تُستخدم هذه المخلفات السائلة لري محاصيل الحدائق حول الفوارات وتشكل خطرًا بيئيًا على المياه الجوفية الكامنة ومياه بحيرة الفوارات."
تنص مقالة أخرى (سنة 2006) على أن التجمعات الحضرية لمدينة القنيطرة من المرجح أن "تُخلّ بالتوازن البيئي لبحيرة الفوارات، بسبب نموها الديموغرافي والصناعي."أظهر تحليل الرواسب أن محتويات الزنك والكروم والكادميوم تتناقص من السطح باتجاه العمق. التلوث في طريقه إلى مصدر مياه الشرب.

## فهرس
- Lepoutre, B.; Combes, M. (1967). "La Mamora". Les Cahiers de la Recherche Agronomique. Congrès de Pédologie méditerranéenne, 1966, Madrid (بالفرنسية) (24): 279-295.